# 奈良市鴻ノ池球場

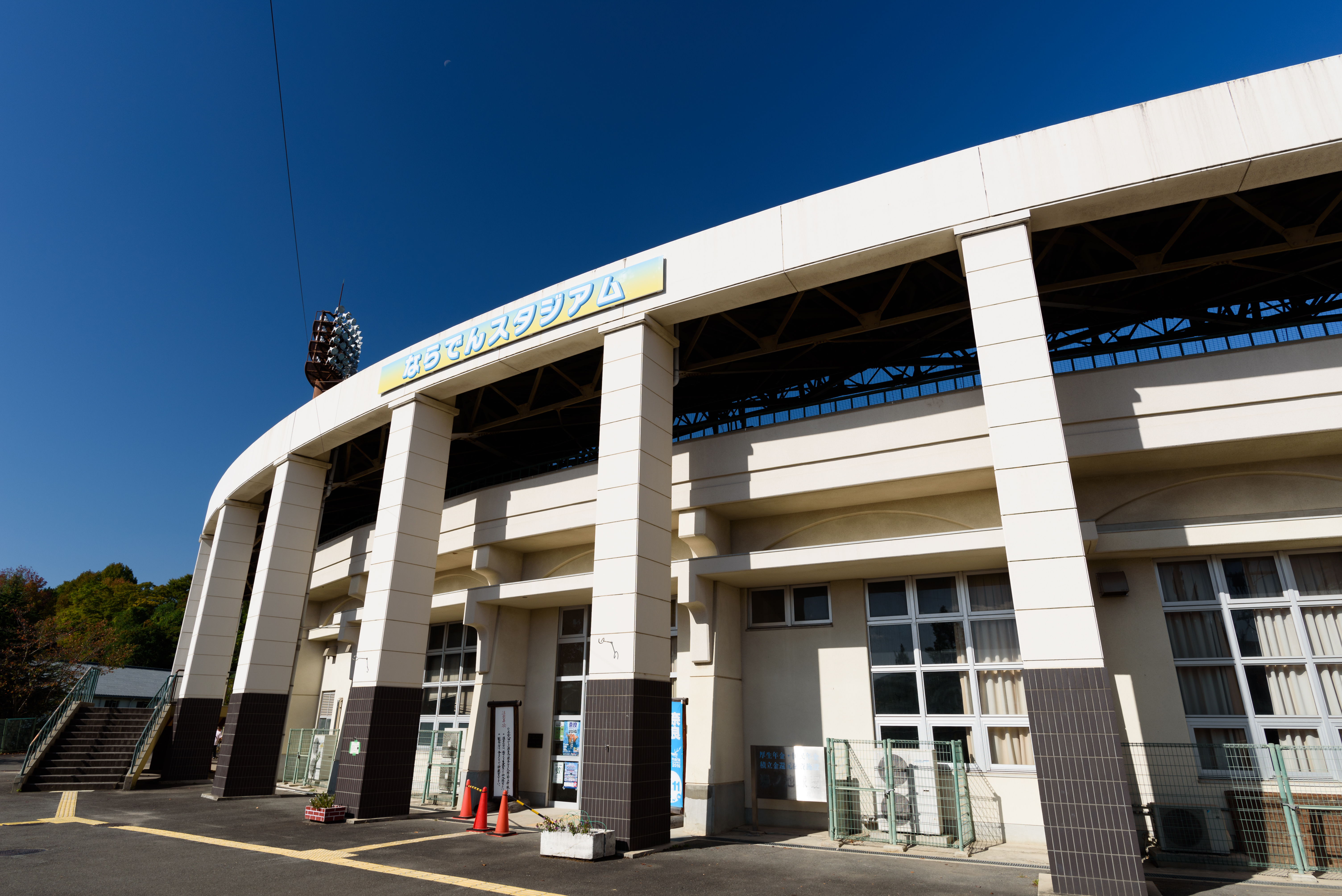
ならでんスタジアム時代の球場外観

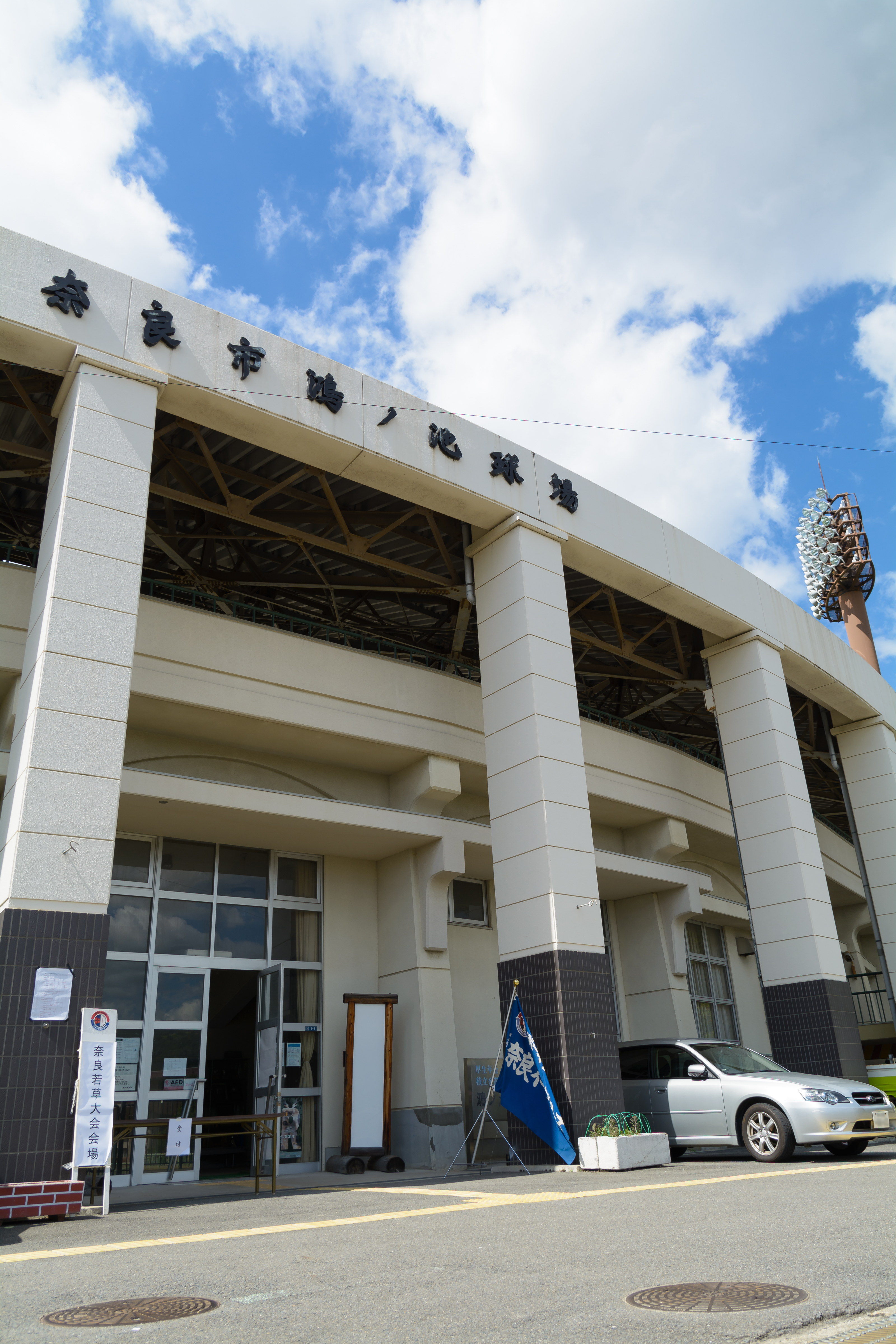
ネーミングライツ前の球場外観

奈良市鴻ノ池球場（ならし こうのいけ きゅうじょう）は、奈良県奈良市鴻ノ池運動公園敷地内にある野球場。施設命名権（ネーミングライツ）の売却により、以下の愛称を使用している。
- 2016年10月1日から2021年3月31日=「ならでんスタジアム」[1]
- 2021年4月1日から現在=「ロートスタジアム奈良」

## 概要
- 1955年（昭和30年）開場。主として全国高等学校野球選手権奈良大会（2007年まで）、近畿学生野球連盟、阪神大学野球連盟といった学生野球や社会人野球の大会を中心に利用されている。
- 2015年より指定管理者制度を公園全体で設置し、野球場は2020年4月以後、ミズノスポーツ株式会社、一般財団法人奈良市総合財団[2]、グリーンシステム株式会社[3]の3社による「奈良市スポーツまちづくり推進パートナーズ」（指定期間・2020年4月1日～2025年3月31日）[4]が管理・運営を行っている。
- 高校野球では前述の奈良大会のほか、選手権大阪府大会でも1991年から1993年の間、越境開催で使用された。これは大阪スタヂアムが野球場の機能を1990年（平成2年）で停止したことで、大阪府下で硬式野球の開催が出来る球場が不足したことに伴うもので、西宮球場共々、一部の試合を府県をまたいで開催したものだった。
- またプロ野球でも近畿日本鉄道の沿線であることから、過去に近鉄パールスの主催試合を開催したことがあった。
- スコアボードはパネル式。名前も表示

## プロ野球公式戦開催実績
2018年終了時点でパ・リーグ5試合を開催。セ・リーグの開催実績はない。
- 1956年4月21日 近鉄パールス 17-1 大映スターズ
- 1956年4月28日 高橋ユニオンズ 1-0 大映スターズ
- 1956年5月12日 近鉄パールス 9-3 南海ホークス
- 1956年6月23日 近鉄パールス 7-15 阪急ブレーブス
- 1958年4月5日 近鉄パールス 0-9 大毎オリオンズ

## 周辺
- 奈良市鴻ノ池陸上競技場 - 鴻ノ池運動公園内にある陸上競技場
- 奈良市中央体育館 - 同公園内にある体育館
- 奈良テレビ放送